# 肋木

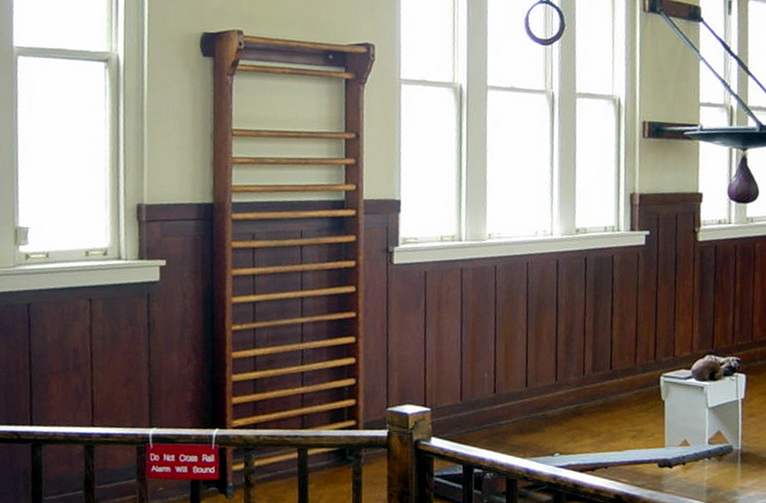
肋木（屋内用1欄）アメリカ、アーカンソー州ホットスプリングの体操場

肋木（ろくぼく、スウェーデン語: Ribbstol、英語: Wall Bars）は、姿勢の矯正や身体各部のトレーニングを目的に使用される器具・遊具の一種。

## 概要
木製（主に屋内向け片面）または金属製（主に屋外向け両面）の梯子状のものでスウェーデン体操の代表的な補助器具である。高さは2.5 - 2.8メートル、1欄の幅が80 - 100センチメートルのものが一般的で、1欄だけのものから壁一面に設置されているものまで、運動施設によって幅を自由に決めることができる。懸垂・柔軟・平均運動など補助できる運動が多様で、しかも安価なことから19世紀後半から20世紀初頭にかけスウェーデン体操の流布とともに世界中に広まった。日本でも多くの学校に設置されており、現在では昇り降り・横への動きなど遊戯器具として使われるのが一般的。指導者が減っているため、体操器具として使用しているのは器械体操の選手など中級者に多いと考えられる。

## 歴史

### アメリカ合衆国

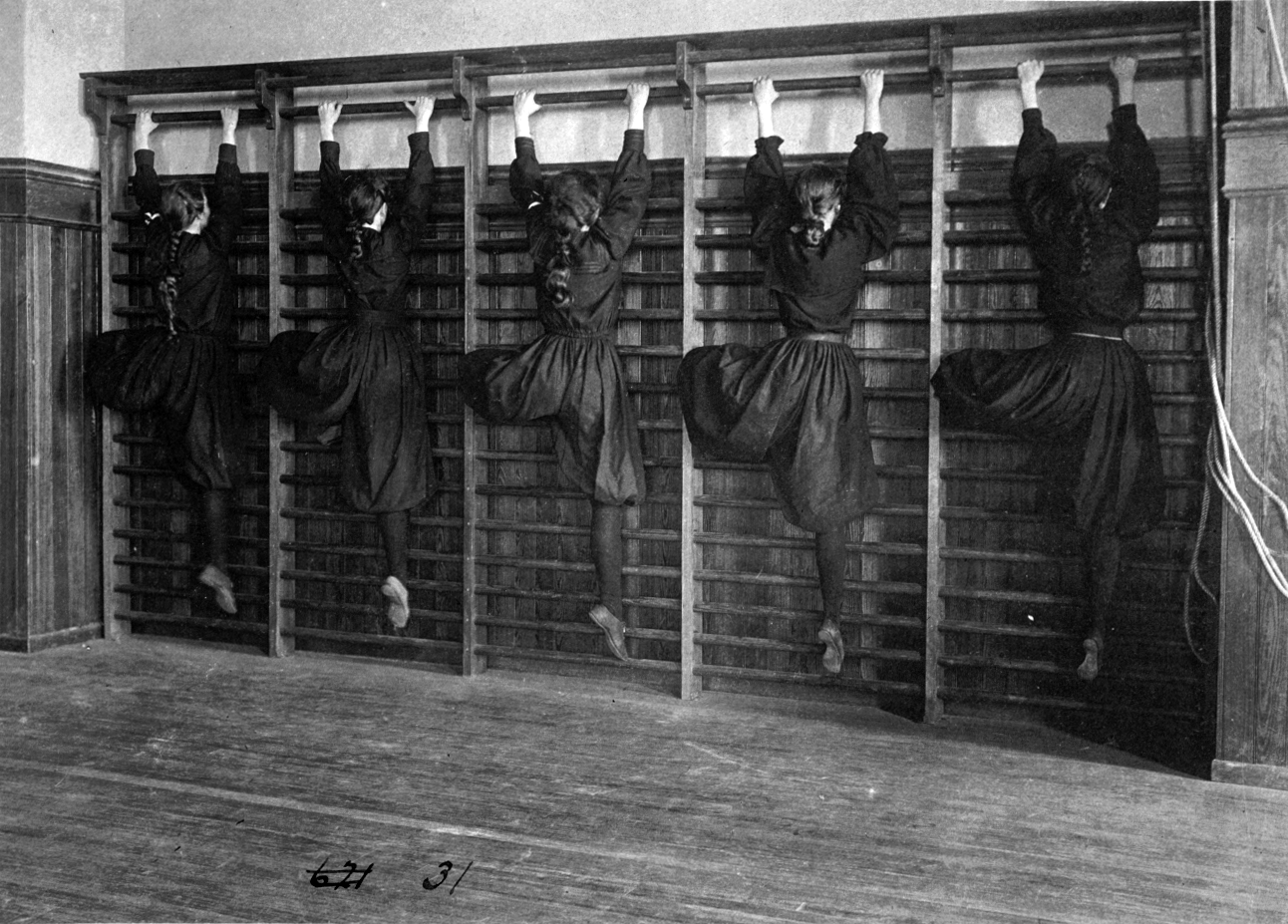
肋木（屋内用5欄）による懸垂運動。1899年撮影。アメリカ、ワシントンD.C.のウエスタン高校にて。

スウェーデン式教育体操は、アメリカでは1883年にハルトヴィグ・ニッセンがワシントンD.C.で、1885年にニルス・ポッセがボストンで広めたのが始まりとされる。当時隆盛だったトゥルネン（ドイツ体操）より身体全体の調和が目指されているとして、主に女子教育の指導者から支持された。

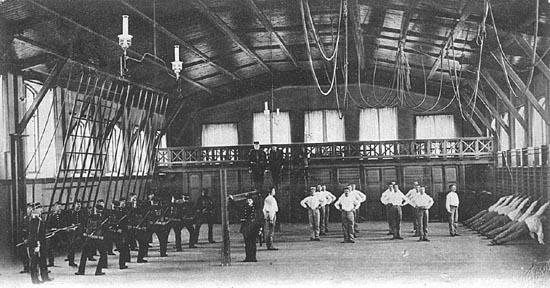
肋木（屋内用）による平均運動（右端）。1902年ごろの撮影と推定。スウェーデン製のポストカードから。

スウェーデン体操の4分類は、医療体操、教育体操、兵式体操、優美体操である。兵式体操は規律性の高さから各国で採用された。

### 日本

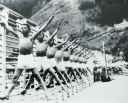
肋木（屋外用）による平均運動。1919年（大正8年）撮影。鳥取県HPから。

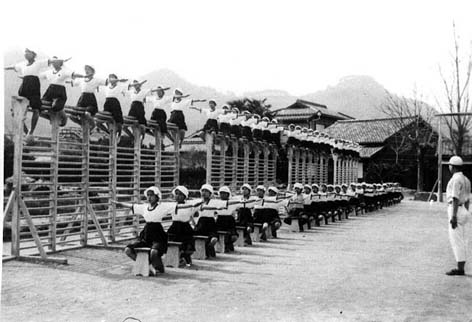
肋木（屋外用）による平均運動。昭和初期撮影。萩市HPから。

スウェーデン体操は、日本では1913年（大正2年）永井道明を中心に纏められた「学校体操教授要目」によって終戦まで学校体育の基本形式とされた。

## ギャラリー

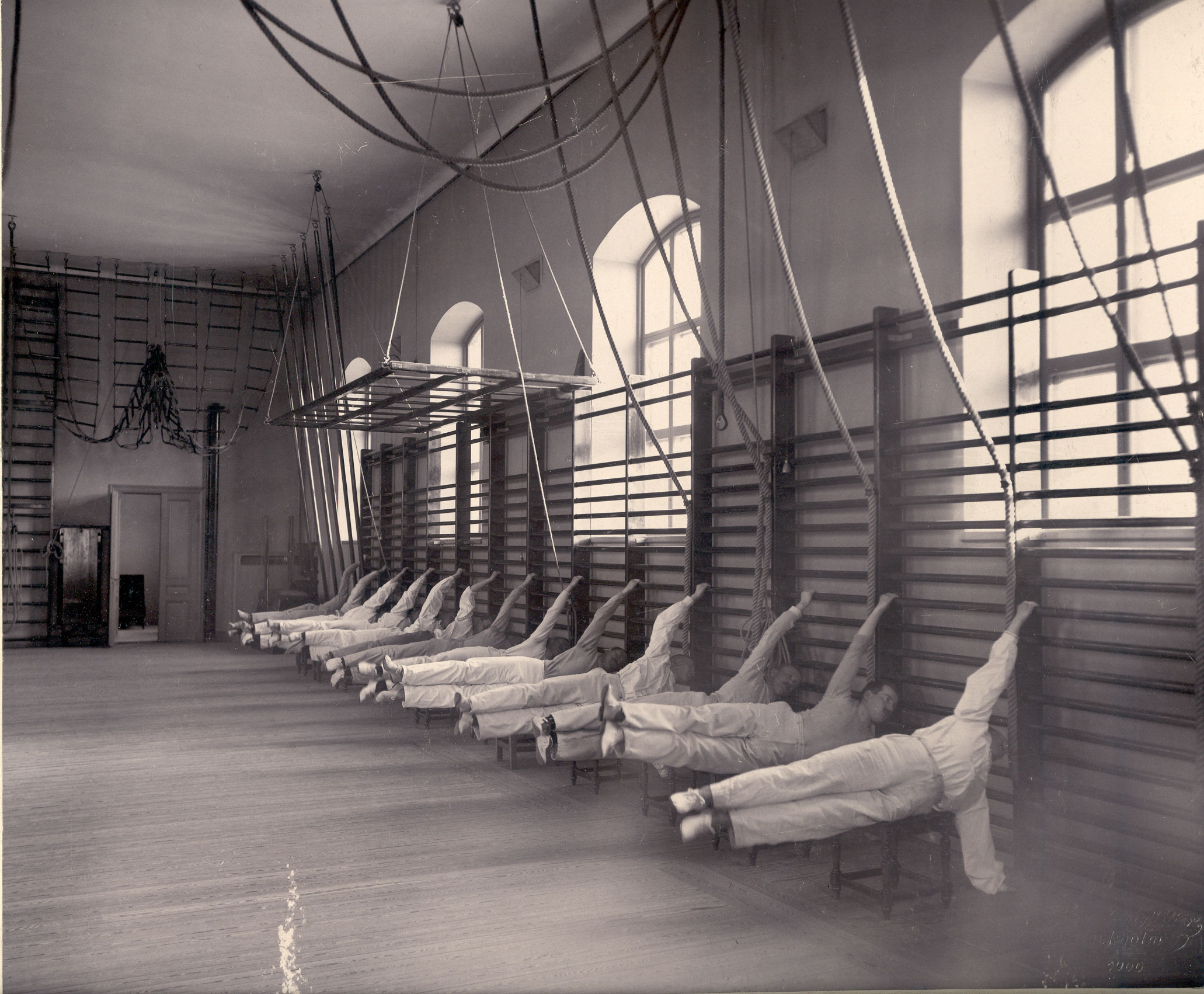
肋木を使用するストックホルムの王立中央体操研究所（スウェーデン語: Kungliga Gymnastiska Centralinstitutet）[注 1]の体操選手（1900年）。
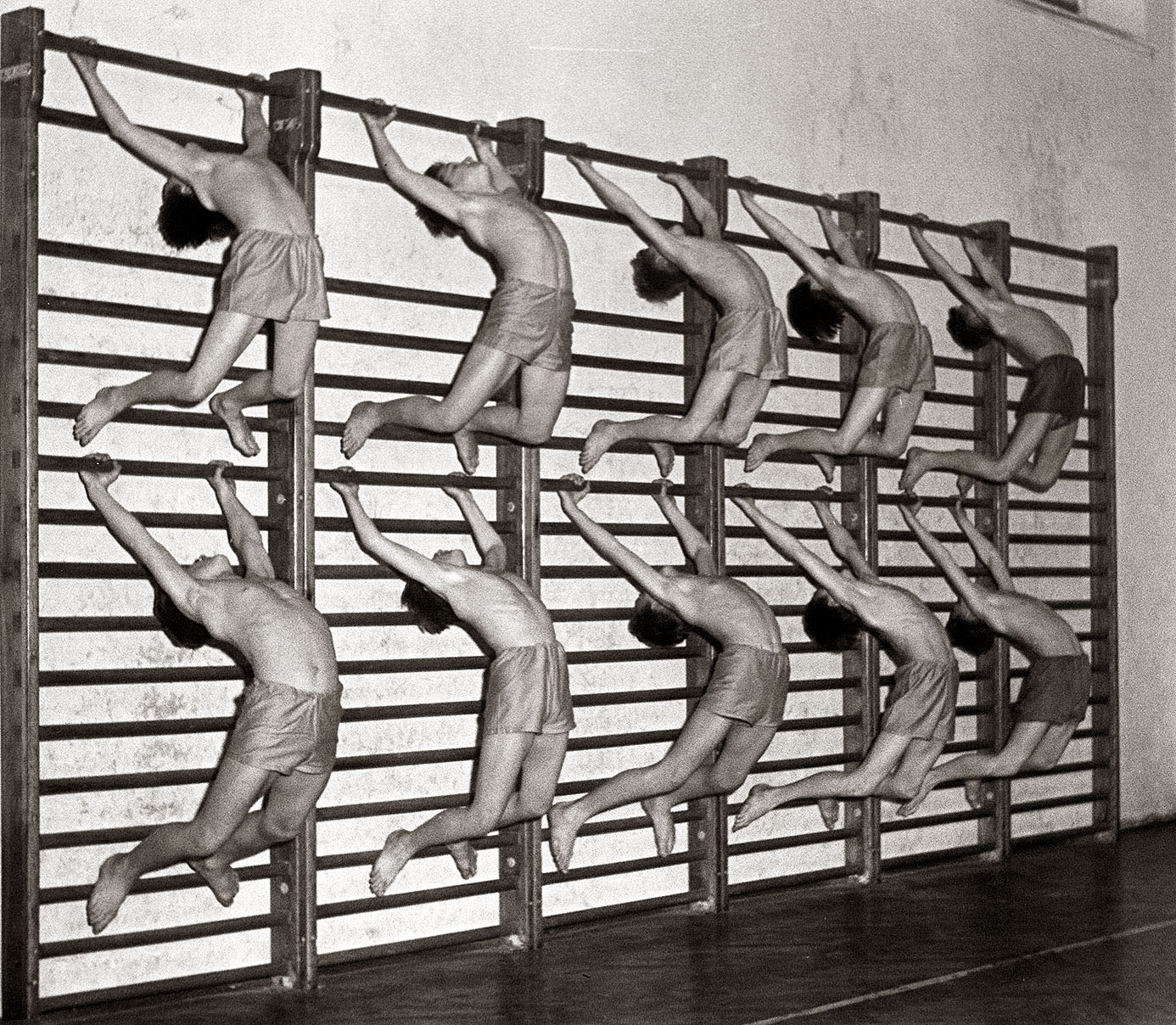
肋木を使用する旧ユーゴスラビアの少年ら（1957年）。
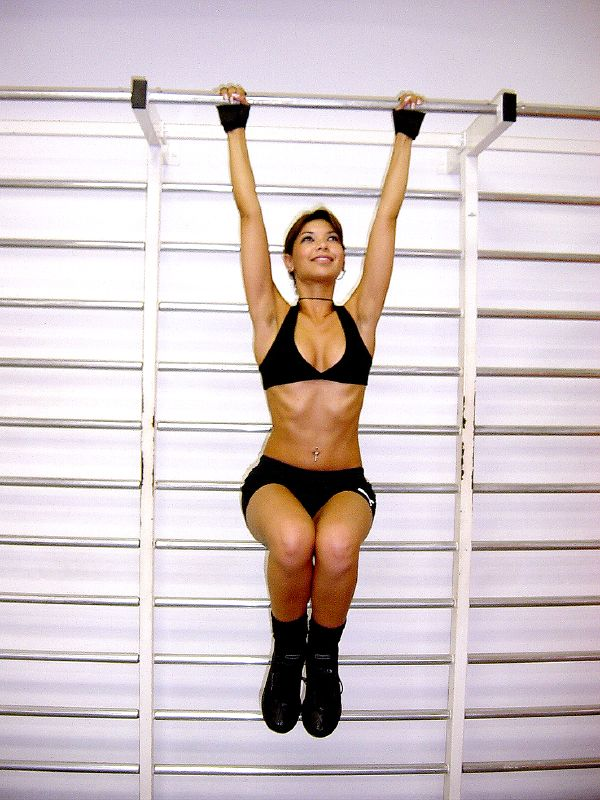
肋木を使用するアマンダ・フランソゾ（ポルトガル語版、英語版）。